# Eileen Daly
Eileen Daly, född 1 juni 1963, är en brittisk skådespelare. Hon har medverkat bland annat i Cradle of Fear (2001), Sacred Flesh (2000), Pervirella (1997) och Razor Blade Smile (1998).

## Filmografi
- Cowboys for Christ (2007) - Landlords Wife
- Darkness Surrounds Roberta (2007) - Elanor Maynard
- Monsters of the Id (2007) - Jetstream/Jenny
- Messages (2007) - Denise
- The Love-Making of 'All About Anna' (2005) (V) - Herself
- All About Anna (2005) (V) - Camilla
- Private Sports 5: Surf Fuckers (2003) (V)
- Machines of Love and Hate (2003) (V) - Cynthia Marks
- Alone in the Dark (2003) (V)
- N[eon] (2002) - The Ghost
- Sentinels of Darkness (2002) (V) - Velislava
- Cradle of Fear (2001) (V) - Natalie
- Kannibal (2001) (V) - Tanya Sloveig
- Sacred Flesh (2000) - Repression
- Razor Blade Smile (1998) - Lilith Silver
- Archangel Thunderbird (1998) (TV) - Miki Manson
- Witchcraft X: Mistress of the Craft (1998) - Raven
- Pervirella (1997) - Cu-Rare
- Demonsoul (1995) - Selena